# Nieuw-Zeelandse topper
De Nieuw-Zeelandse topper (Aythya novaeseelandiae) is een duikeend uit het geslacht Aythya. Het is een endemische soort van Nieuw-Zeeland. In het Maori (taal van de gelijknamige plaatselijke bevolkingsgroep) wordt hij papango, matapouri, titiporangi of raipo genoemd.

## Beschrijving
Hij is donkerbruin/zwart van kleur. Het mannetje heeft gele ogen en een donkergroen hoofd. Het vrouwtje lijkt sterk op het mannetje, maar heeft geen gele ogen en tijdens het broedseizoen heeft zij een witte vlek op het hoofd (afwezig bij mannetjes). In vlucht kan men op elke vleugel een witte lijn waarnemen bij beide geslachten.

## Voedsel
De Nieuw-Zeelandse topper is een duikeend die 20 tot 30 seconden onder water kan blijven en tot 3 meter diep kan gaan. Op deze diepte zoekt hij naar watervegetatie, kleine vissen, waterslakken, weekdieren, schaaldieren en insecten. Hij wordt regelmatig gezien in de buurt van meerkoeten (Fulica atra). Van deze dieren steelt hij regelmatig het voedsel dat ze naar het wateroppervlak brengen.

## Verspreiding
De Nieuw-Zeelandse topper is een endemische soort van Nieuw-Zeeland. Hij komt zowel op het Noordereiland als op het Zuidereiland voor. Hij leeft in diepe zoetwatermeren. Het is een vogel die niet trekt, in tegenstelling tot andere leden van het geslacht. Sommige dieren trekken tijdens de winter wel van meren uit berggebieden naar lager gelegen, open water. Dit om de simpele reden dat meren in berggebieden tijdens de winter al eens kunnen dichtvriezen.

## Voortplanting
Deze vogels leggen tussen oktober en maart 5 tot 8 crèmekleurig/witte eieren in een nest dicht bij het water. Ze worden in ongeveer 4 weken uitgebroed door het vrouwtje. De jongen kunnen onmiddellijk het nest verlaten als ze uitkomen en naar voedsel duiken.

## Status
De grootte van de populatie wordt geschat op 3300-6700 volwassen vogels. Op de Rode lijst van de IUCN heeft deze soort de status niet bedreigd.